# ارابه طلایی چهار اسب
ارابه طلایی چهار اسب از آثار باستانی دوره هخامنشیان است که در گنجینه آمودریا یافت شده‌است. این ارابه متعلق به ۳۰۰ تا ۵۰۰ سال پیش از میلاد است. این اثر دارای ارابه‌ای چهار اسب است که دو نفر با لباس هخامنشی‌ها بر آن سوار هستند، این اثر هم‌اکنون در موزه بریتانیا نگهداری می‌شود.
برای این ارابه و سایر آثار گنجینه جیحون تاریخ سده پنجم و چهارم پ.م پیشنهاد شده است، زمانی که پادشاهی نیرومند هخامنشی پرچم خود را بر سرزمین‌هایی از دره سند تا رود نیل برافراشته بود. گنجینه در کناره رودخانه جیحون یا آموی‌دریا (Oxus River) در سرزمین کنونی تاجیکستان و به احتمال زیاد از تپه باستانی تخت کواد (قباد) که گذرگاهی در ساحل شمالی رود است بین سال‌های ۱۸۷۷ و ۱۸۸۰ م. در کاوش‌های غیرعلمی به‌دست آمده است. ممکن است شمار بسیاری از آثار پراکنده یا حتی ذوب شده باشند. احتمالا آثار به نیایشگاهی از دوره هخامنشی تعلق داشته‌اند و توسط مردمان منطقه به‌عنوان هدیه یا نذر در آن مکان نهاده شده‌اند. این مجموعه نخستین بار در موزه بریتانیا در سال ۱۹۰۰ م. در سالن زیورهای طلایی به‌نمایش نهاده شد 